# Kilauea Sugar Plantation Railway
| Arbeiterzug |                     |                               |                            |
| Streckenlänge: | 28 km               |                               |                            |
| Spurweite: | 610 mm (2-Fuß-Spur) |                               |                            |
| |                     |                               |                            |
| \| \| \| Ankerplatz am Mo’ko’lea Point \| \| \| \| 4,8 \| Kahili Landing \| Kahili Landing \| \| \| \| Makanaano Place \| \| \| \| \| Kilauea Road \| \| \| \| 0 \| Zuckerfabrik in Kilauea \| Zuckerfabrik in Kilauea \| \| \| \| \| \| \| \| \| Lili’uokalni Street \| \| \| \| \| Kilauea River \| \| \| \| \| Lepeuli-Ahupuaʻa \| \| \| \| \| Nordende der Aalona Street \| \| \| \| \| Kolo Road \| \| \| \| \| Pukalani Place \| \| \| \| \| Kuhio Highway \| \| \| \| \| Kuawa Road \| \| \| \| \| Waiuli Dam \| \| \| \| \| Puukumu Stream \| \| \| \| 4,8 \| Streckenende[1] \| Streckenende[1] \| |                     |                               |                            |
| |                     | Ankerplatz am Mo’ko’lea Point |                            |
| Kopfbahnhof Anfang Hochstrecke (Strecke außer Betrieb) | 4,8                 | Kahili Landing                | Kahili Landing             |
| Bahnübergang (Strecke außer Betrieb) |                     | Makanaano Place               | Makanaano Place            |
| Bahnübergang (Strecke außer Betrieb) |                     | Kilauea Road                  | Kilauea Road               |
| Bahnhof (Strecke außer Betrieb) | 0                   | Zuckerfabrik in Kilauea       | Zuckerfabrik in Kilauea    |
| Abzweig geradeaus und nach links (Strecke außer Betrieb) · Strecke von rechts (außer Betrieb) |                     |                               |                            |
| Strecke (außer Betrieb) · Bahnübergang (Strecke außer Betrieb) |                     | Lili’uokalni Street           | Lili’uokalni Street        |
| Strecke (außer Betrieb) · Brücke über Wasserlauf (Strecke außer Betrieb) |                     | Kilauea River                 | Kilauea River              |
| Strecke (außer Betrieb) |                     | Lepeuli-Ahupuaʻa              | Lepeuli-Ahupuaʻa           |
| Bahnübergang (Strecke außer Betrieb) |                     | Nordende der Aalona Street    | Nordende der Aalona Street |
| Bahnübergang (Strecke außer Betrieb) |                     | Kolo Road                     | Kolo Road                  |
| Bahnübergang (Strecke außer Betrieb) |                     | Pukalani Place                | Pukalani Place             |
| Bahnübergang (Strecke außer Betrieb) |                     | Kuhio Highway                 | Kuhio Highway              |
| Bahnübergang (Strecke außer Betrieb) |                     | Kuawa Road                    | Kuawa Road                 |
| |                     | Waiuli Dam                    |                            |
| Brücke über Wasserlauf (Strecke außer Betrieb) |                     | Puukumu Stream                | Puukumu Stream             |
| | 4,8                 | Streckenende                  | Streckenende               |

Die Kilauea Sugar Plantation Railway oder  Kilauea Track Line war 1881–1944 ein insgesamt bis zu 28 km langes Schmalspurbahn-Netz mit einer Spurweite von 2 Fuß (610 mm) zum Zuckerrohr- und Zuckertransport in Kīlauea auf der Insel Kauaʻi von Hawaii.

## Geschichte

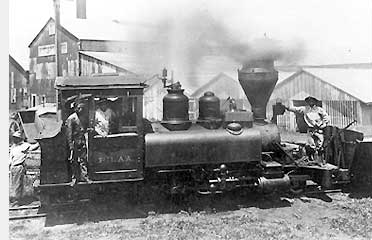
Lokomotive 'Pilaa' bei der Zuckerfabrik der Kilauea Sugar Co., 1895

Die Baumaterialien für den Streckenbau und die erste Lokomotive wurden aus Großbritannien importiert. John Fowler & Co., aus Leeds, England lieferte außer der Fowler-Schmalspur-Dampflokomotive mit der Werksnummer 4085 ein Komplettpaket mit 4248 Eisenbahnschwellen, Eisenbahnschienen, Kurven und Weichen, Eisenwaren und anderen Produkten sowie mehreren Tonnen Kohle. Es kam am 27. August 1881 an Bord der The City of Glasgow aus Glasgow in Honolulu an und wurde von dort kurz darauf nach Kauai verschifft.
Am 24. September 1881 begannen die Streckenbauarbeiten, als Prinzessin Lydia Pākī, die spätere Königin Liliʻuokalani, den ersten Schwellennagel in eine der Bahnschwellen schlug. C.V. Houseman war der Leiter der Streckenbauarbeiten. Ende November 1881 war bereits eine 5,8 km (3 mi) Strecke verlegt und in Betrieb genommen worden.
Im Jahr 1882 erwarb die Plantage von den Hohenzollern-Werken eine weitere Lokomotive, die in Düsseldorf mit der Werksnummer 284 gebaut worden war und Kilauea genannt wurde. Die Plantage beschaffte sich außerdem 1894 und 1902 die Lokomotiven Pilaa und Kahili von den Baldwin Locomotive Works in Pennsylvania. Das Streckennetz bestand 1910 aus 20 km (12 ½ Meilen) fest verlegten Gleisen und 8 km (5 Meilen) fliegendem Gleis, 200 Zuckerrohrtransportloren, sechs Zuckertransportwagen und vier Lokomotiven. Die Lokomotiven konnten jeweils bis zu zehn mit Zuckerrohr beladene Wagen ziehen.

## Streckenführung
Die Strecke war die erste auf dem Territorium von Hawaii. Die 4,8 km lange Hauptstrecke begann am nördlichen Ende der Aalona Street in Kilauea und führte nach Süden über die Kolo Road und dann auf den Pukalani-Platz. Sie überquerte den Kuhio-Highway und führte dann entlang der Kuawa Road Richtung Süden und überquerte schließlich den Waiuli Dam und den Puukumu Stream.
Die zweite ebenfalls 4,8 km (3 mi) lange Strecke führte von der Zuckerfabrik zur Kahili Landing, wo der abgepackte, gemahlene Zucker mit einer Drahtseilwinde auf die am Mo’ko’lea Point verankerten Dampfer geladen wurde. Sie startete auf halbem Weg auf der Kilauea Road, führte dann nordwärts und ostwärts zum Makanaano-Platz und endete an der Kahili Landing oberhalb des Mo’ko’lea Point. Dort ankerten die Schiffe, um mit jeweils 125 Pfund (57 kg) schweren Zuckersäcken beladen zu werden. Die Kahili Landing und die dorthin führende Bahnstrecke wurden 1928 aufgegeben, woraufhin der Zucker aus der Zuckerfabrik zur Verschiffung nach Ahukini Landing transportiert wurde. Im Frühjahr 1942 hatten Lastwagen Eisenbahnlokomotiven und Zuckerrohrwagen ersetzt, um Zuckerrohr zur Kilauea-Mühle zu transportieren.
Eine dritte Strecke führte über die Lili’uokalni Street, überquerte auf einer Brücke den Kilauea River und endete im Gebiet von Lepeuli.
Die Zuckerrohrtransport wurde mit fünf Dampflokomotiven durchgeführt. Der Eisenbahnbetrieb wurde ab Ende 1939 bis zum Frühjahr 1942 schrittweise eingestellt, weil sich der LKW-Transport als vorteilhafter erwies.

## Zuckerfabrik
Das Unternehmen wurde 1880 in Hawaii unter dem Namen Kilauea Sugar Company Limited gegründet. Es nannte sich Kilauea Sugar Plantation Company, nachdem es im April 1899 von einem kalifornischen Unternehmen gekauft worden war. Der Hauptsitz des Unternehmens befand sich in San Francisco, Kalifornien, mit einer lokalen Niederlassung in Kilauea. Seine Handelsvertretung in Honolulu, die C. Brewer and Company Ltd, erwarb 1955 die Aktienmehrheit des Unternehmens der Honolulu-Zuckerfaktor (Agent) des Unternehmens, die C. Brewer and Company Ltd., die Aktienmehrheit des Unternehmens, das sich daraufhin wieder Kilauea Sugar Company Limited nannte. Der Betrieb wurde am 31. Dezember 1971 eingestellt.

## Umweltverschmutzung

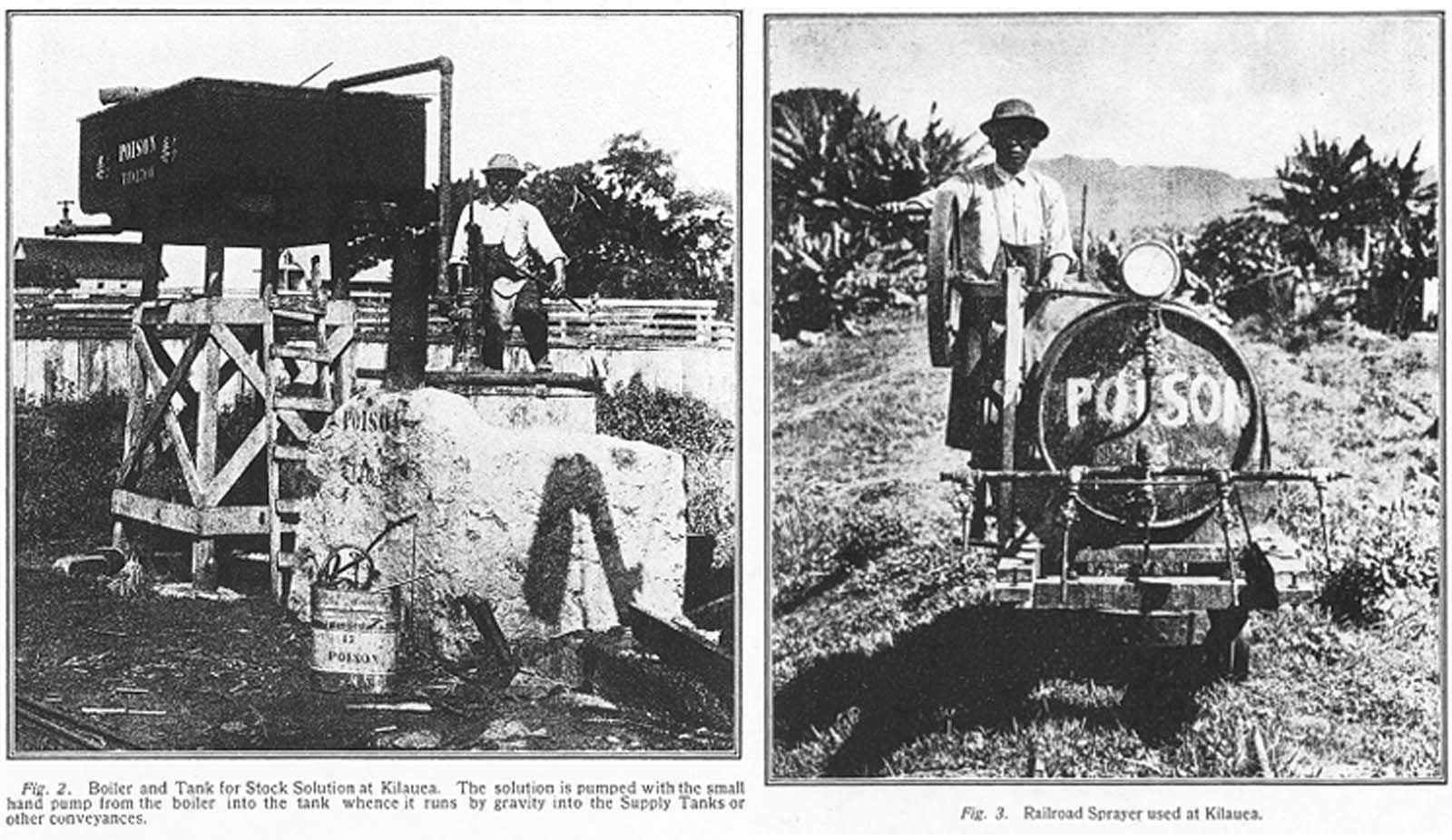
Plantagenarbeiter mit Giftbehältern, 1914

Die 1914 aufgenommenen Fotos eines Herbizidtanks und einer Tanklore alarmierten das Gesundheitsamt, die durch die Zuckerrohrindustrie verursachte Umweltbelastung zu untersuchen. Anschließend wurde 2012 ein umfangreiches Sanierungsprogramm durchgeführt, das unter anderem die Entfernung von 814 Tonnen kontaminiertem Boden in dem Gebiet umfasste.

## Wai Koa Loop Trail
Der Wai Koa Loop Trail (Lage) ist ein leichter, bis zu 8 km langer Wanderweg zu den Fundamenten der Brückenpfeiler der ehemaligen Eisenbahn. Im Fahrradverleih, Geschenkeladen und Café der Kauai Mini Golf & Botanical Gardens gibt es Formulare, die vor der Wanderung unterschrieben werden müssen, da der Weg über Privatbesitz durch eine Mahagoniplantage und mehrere kleinere Familienbetriebe führt.